# Bitter Sweet Symphony
"Bitter Sweet Symphony" é uma canção da banda britânica de rock alternativo The Verve. É a faixa principal de seu terceiro álbum de estúdio, Urban Hymns (1997). É baseado em um sample do cover orquestral de Andrew Loog Oldham da música dos The Rolling Stones, "The Last Time", e envolveu alguma controvérsia legal em torno de uma acusação de plágio. Como resultado, Mick Jagger e Keith Richards foram adicionados aos créditos de composição. Em maio de 2019, eles repassaram todo o crédito para o Verve. "Bitter Sweet Symphony" foi lançado em junho de 1997 pela Hut Recordings como o primeiro single do álbum, alcançando o número dois no UK Singles Chart e permaneceu na parada por três meses.
Aclamada em publicações musicais, foi nomeada pela Rolling Stone e NME single do ano de 1997, e é considerada uma das canções que definem a era do Britpop. O videoclipe que o acompanha apresenta o vocalista Richard Ashcroft andando por um movimentado calçadão de Londres – em Hoxton Street, Hoxton – alheio ao que está acontecendo e recusando-se a mudar seus passos ou direção ao longo do processo. No Brit Awards de 1998, "Bitter Sweet Symphony" foi nomeado para Melhor Single Britânico. A canção foi lançada nos Estados Unidos como single em março de 1998 pela Virgin Records, alcançando a 12ª posição na Billboard Hot 100, e o videoclipe foi indicado para Vídeo do Ano, Melhor Vídeo de Grupo e Melhor Vídeo Alternativo no MTV Video Music Awards de 1998. Em 1999, a canção foi indicada ao Grammy Award para Best Rock Song.

## Melhor posição
| Paradas (1997-1998)                          | Melhor Posição |
| -------------------------------------------- | -------------- |
| Austrália (ARIA Charts)                      | 11             |
| Áustria (Ö3 Austria Top 40)                  | 15             |
| Bélgica (Ultratop 40 Flanders)               | 21             |
| Bélgica (Ultratop 50 de Valônia)             | 18             |
| Canadá (RPM)                                 | 5              |
| Canadá (Canadian Rock/Alternative chart)     | 1              |
| Finlândia (Suomen virallinen lista)          | 6              |
| França (SNEP)                                | 16             |
| Irlanda (IRMA)                               | 3              |
| Itália (FIMI)                                | 2              |
| Nova Zelândia (RIANZ)                        | 15             |
| Noruega (VG-lista)                           | 9              |
| Países Baixos (Dutch Top 40)                 | 14             |
| Suécia (Sverigetopplistan)                   | 10             |
| Suíça (Schweizer Hitparade)                  | 15             |
| Reino Unido (The Official Charts Company)    | 2              |
| Estados Unidos (Billboard Hot 100)           | 12             |
| Estados Unidos (Billboard Pop Songs)         | 23             |
| Estados Unidos (Billboard Alternative Songs) | 4              |
| Estados Unidos (Billboard Adult Pop Songs)   | 8              |